# Mîndru Katz
Mîndru Katz (nume la naștere Mandy Katz) (n. 3 iunie 1925, București, România – d. 30 ianuarie 1978, Istanbul, Turcia) a fost un pianist român si israelian, evreu originar din București.

## Biografie
La vârsta de 7 ani, George Enescu i-a dat o recomandare ca să fie primit ca elev de către vestita profesoară de pian, Florica Musicescu. A învățat la Conservator până în 1941, când a fost exclus pe baza legilor antisemite. După război a absolvit Academia Regală de Muzică din București cu distincția Magna cum laude.
Debutul scenic a fost la București, în 1947, cu Orchestra Filarmonică. Prima ieșire în străinătate a fost pentru un spectacol la Paris, în 1957. Apoi a concertat la Londra, în 1958.
În 1959 a rămas în Anglia și, la scurtă vreme, a emigrat în Israel și s-a angajat la Academia de Muzică Rubin din Tel Aviv, unde a fost numit profesor de pian în 1972.
A încetat din viață ca urmare a unui infarct în timp ce interpreta o sonată de Beethoven, într-un recital la Istanbul.

## Distincții
- titlul de Artist Emerit al Republicii Populare Române (13 octombrie 1953) „pentru realizări valoroase și activitate rodnică în ramurile artistice”[6] – retras la 17 septembrie 1959 „ca urmare a săvîrșirii unor fapte penale grave”[7]
- 1963 - Premiul de Stat al Republicii Populare Romîne